# فرودگاه بین‌المللی کونمینگ چانگشوی
فرودگاه بین‌المللی کونمینگ چانگشوی  (به انگلیسی: Kunming Changshui International Airport) یک فرودگاه همگانی با کد یاتا TBD است که یک باند فرود آسفالت دارد و طول باند آن ۴۰۰۰ متر است. این فرودگاه در شهر کون‌مینگ کشور چین قرار دارد و در ارتفاع ۲۱۰۲٫۸۵ متری از سطح دریا واقع شده‌است.

## شرکت‌های هواپیمایی و مقصدهای پروازی

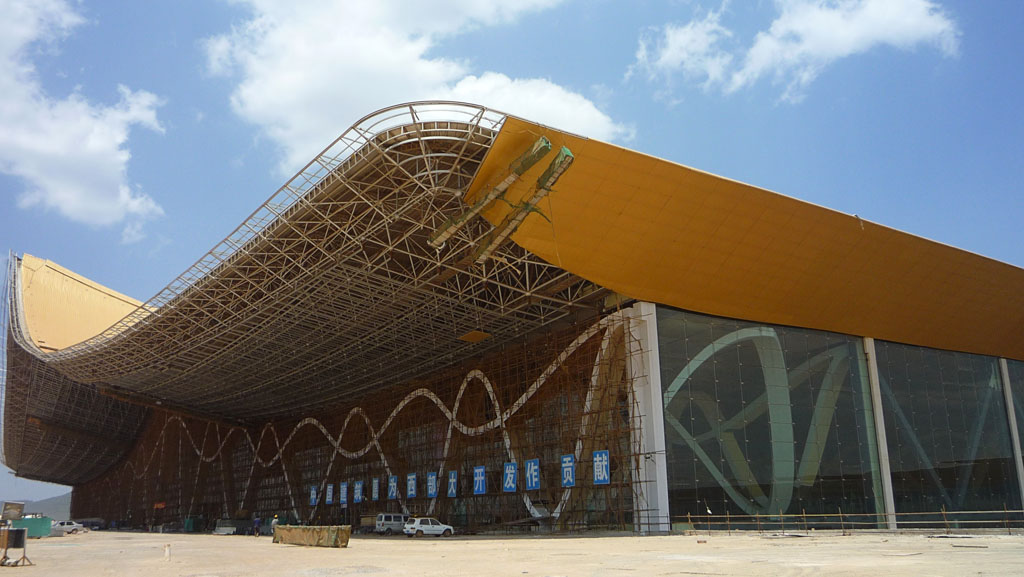
The new terminal under construction in April 2011

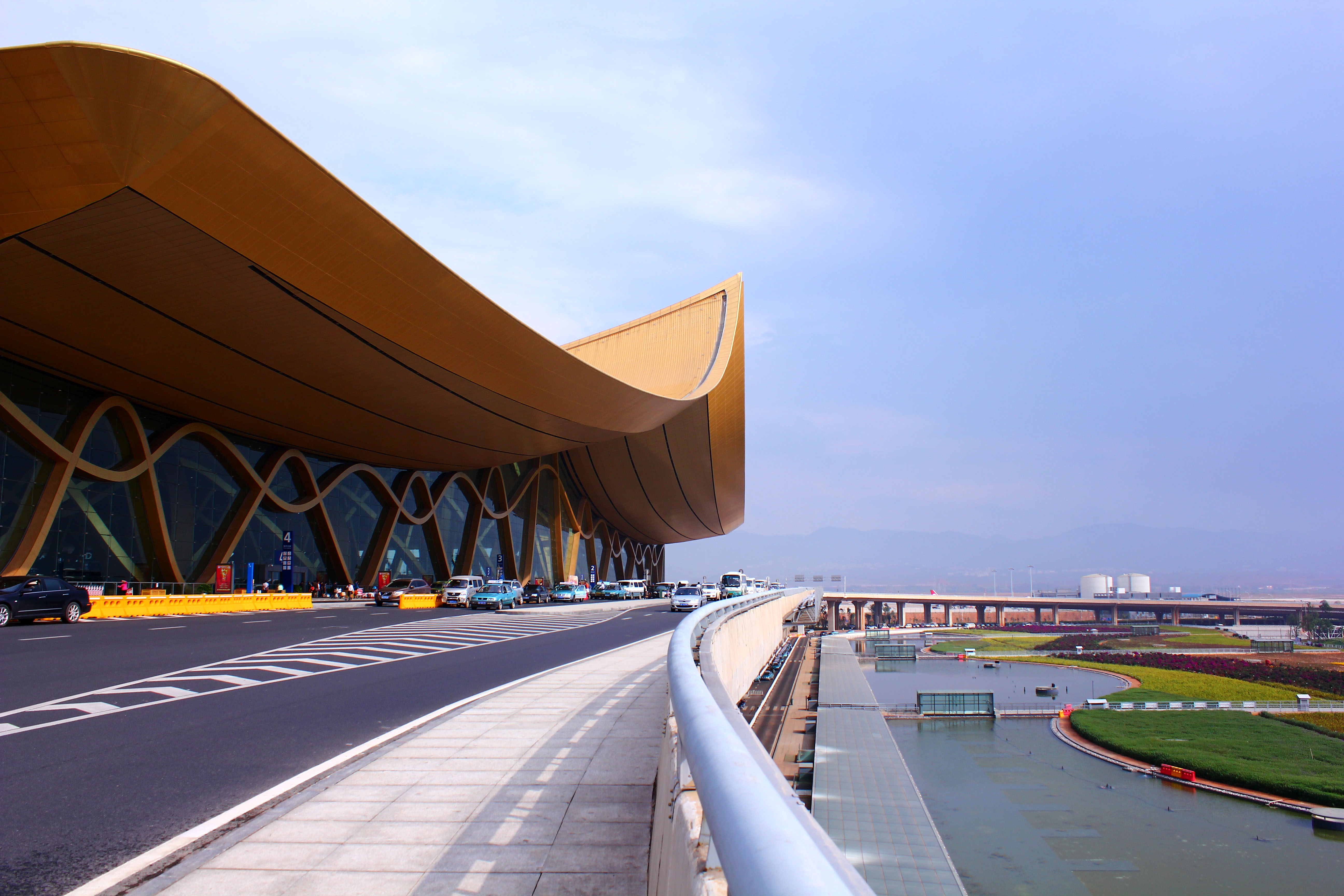
Curbside

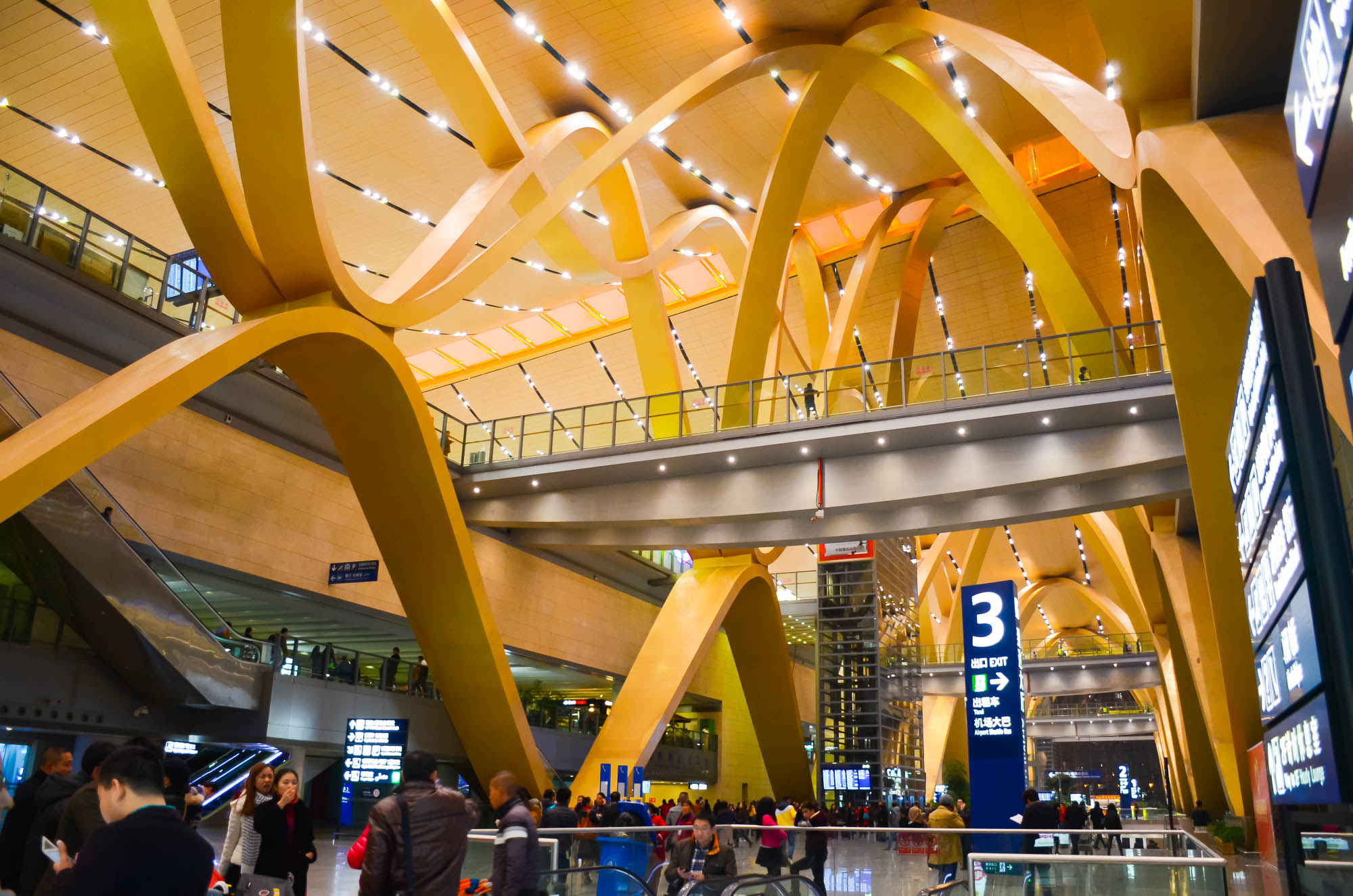
Arrivals lounge of Kunming Changshui International Airport

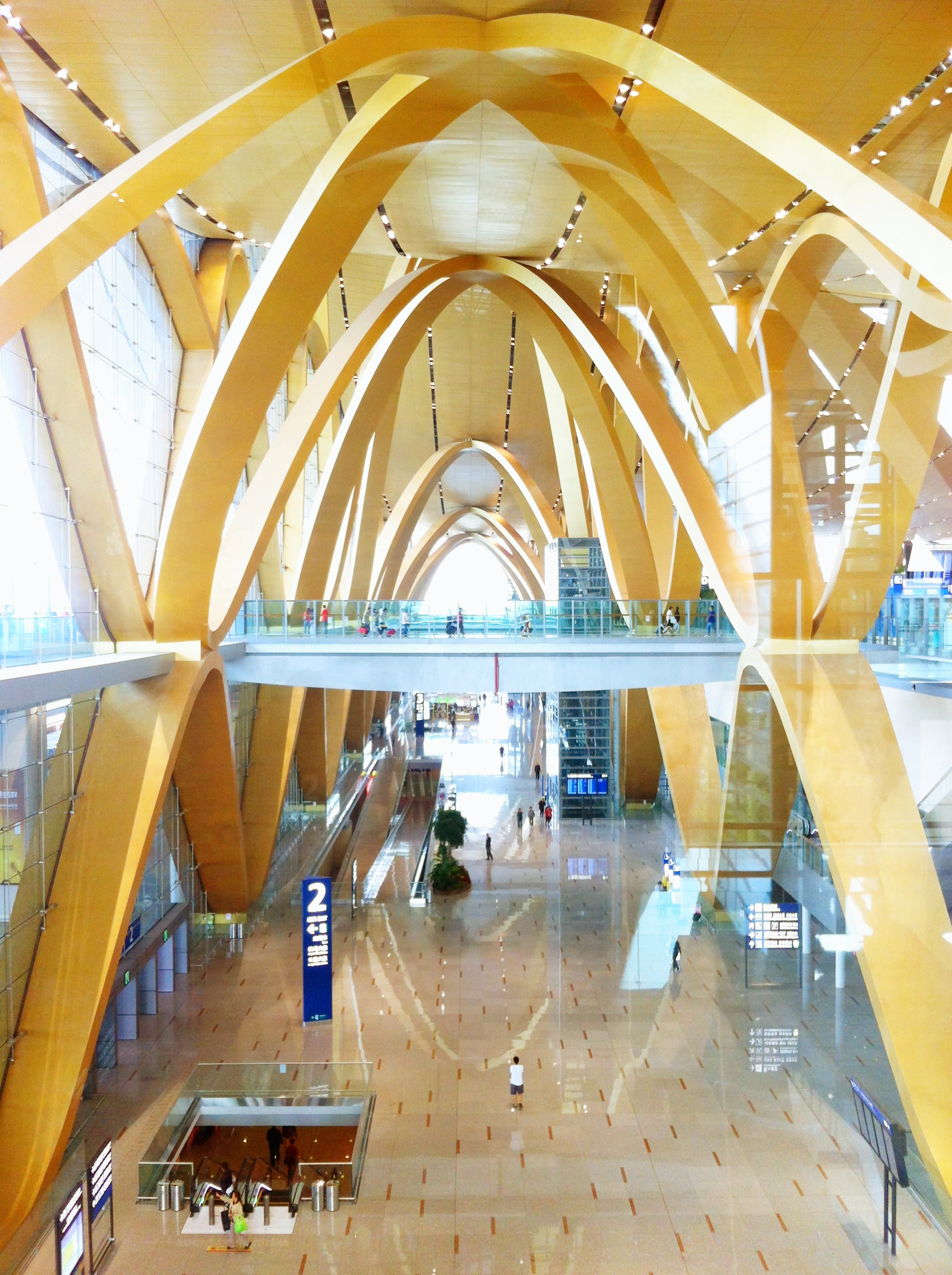
Interior view

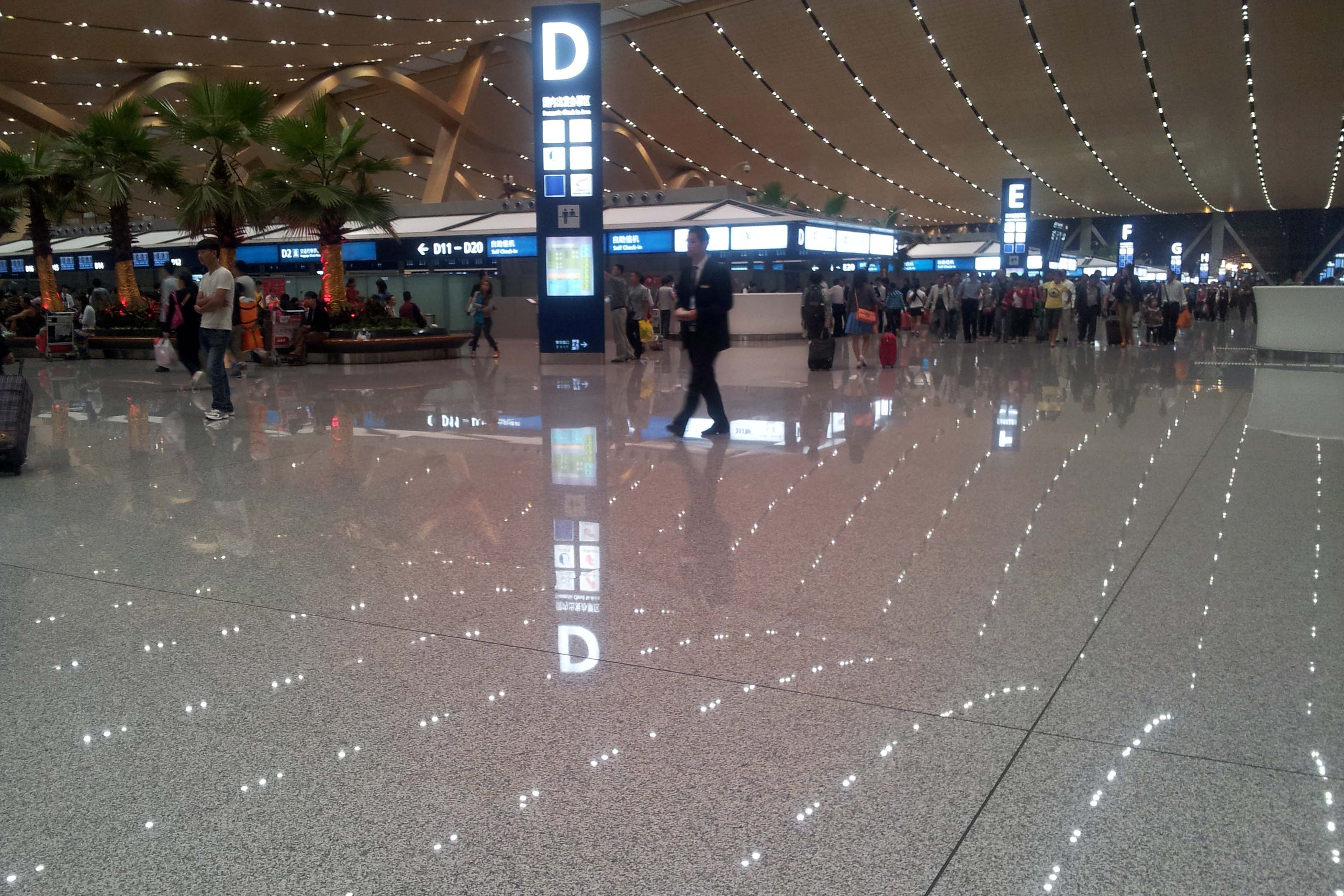
Check-in facilities

### مسافری
| شرکت‌های هواپیمایی                               | مقصدهای پروازی | Terminal      |
| ----------------------------------------------- | --- | ------------- |
| ایرآسیا                                         | کوالالامپور | International |
| ایر چاینا                                       | پکن، چنگدو شوانگلیو، Dazhou، هانگجو ژیاشان، هاربین تایپینگ، شانگهای پودنگ، شنینگ تخین، تیانجین بینهای، ونچو یونگچیانگ، Yuncheng | Domestic      |
| ایر چاینا                                       | یانگون | International |
| بیجینگ کپیتال ایرلاینز                          | هانگجو ژیاشان، لیجیانگ سانی، دیهونگ مانگشی، شیشوانگبانا گاسا | Domestic      |
| دراگون‌ایر                                       | هنگ کنگ | International |
| Chengdu Airlines                                | چنگدو شوانگلیو، لیوژو بایلیان، زیامن گائوچی، شیشوانگبانا گاسا | Domestic      |
| هواپیمایی شرقی چین                              | انشون وانگوشو، باوشان، بائوتو ارلیبان، بیهای فوچنگ، پکن، Cangyuan، چانگشا هوانگهوا، چنگدو شوانگلیو، چیژوو ییوهواشان، چنگچینگ ییانگبی، دالی، دالیان ژووشویزی، داوچنگ یادینگ، دکن شنگریلا، بایون گوآنگجو، گایلین لیانگ‌جیانگ، لانگ‌دونگ‌بائو گوئی‌یانگ، هانگجو ژیاشان، هاربین تایپینگ، هفئی ژینگیاو، هونگشان تونکسی، جیایوگوان، جینان یاکیانگ، جینگدژن لوییا، جینینگ کوفو، Lancang, لانجو ژنگچوان، لهاسا گونگار، لیپینگ، لیجیانگ سانی، لینکانگ، لینفن کیائولی، Liupanshui، لیوژو بایلیان، لویانگ بیجیائو، لوژو لانتیان، دیهونگ مانگشی، نانچانگ چانگبی، Nanchong، نانجینگ لوکو، نانینگ ووژو، نینگبو لیشه، Ninglang، اوردوس ایجین هورو، Pu'er، کیانجیانگ وولینشان، کینگدائو لیوتینگ، سانیا فونیکس، شانگهای هونگچیائو، شانگهای پودنگ، جییانگوشان، شنینگ تخین، شنژن بن، ووسو تائی‌یوان، تنگچونگ توفنگ، تیانجین بینهای، تونگرن فنگ‌هوانگ، اورومچی دیووپو، ونشان پوژوهی، ونچو یونگچیانگ، ووهان تیانهه، سانن شوفانگ، زیامن گائوچی، شی‌آن شیان‌یانگ، شیچانگ قینگشان، شینگیی، سینینگ کائوجیابو، شیشوانگبانا گاسا، یانچنگ نانیانگ، یانتای چائوشوی، ییبین سایبا، ییچانگ سانگسیا، یینچوان هیدونگ، یونگ‌ژوی لینگ‌لینگ، ژان‌جیانگ، Zhaotong، ژنگژو سین‌ژنگ | Domestic      |
| هواپیمایی شرقی چین                              | سووارنابومی، چیانگ مای، مائه فه لوانگ-چینگ رایی، باندرانیکی، شاه‌جلال، دوبی، نوا به، تان سون نهات، هنگ کنگ، تریبهوان، نتاجی سبهاش چندر بوس، لوآنگ پرابانگ، ابراهیم نصیر، ماندالای، شارل دوگل پاریس، پنوم‌پن، پوکت، اینچئون، سیم ریپ، چانگی سنگاپور، سیدنی، تائویوان تایوان، ونکوور، واتایی، یانگون | International |
| هواپیمایی شرقی چین اجرا توسط شانگهای ایرلاینز   | شانگهای هونگچیائو، تیانجین بینهای | Domestic      |
| China Express Airlines                          | لانگ‌دونگ‌بائو گوئی‌یانگ، نانیانگ جیانگ‌یینگ | Domestic      |
| هواپیمایی جنوبی چین                             | پکن، چانگچون لونگییا، چانگشا هوانگهوا، چنگچینگ ییانگبی، دالی، دالیان ژووشویزی، بایون گوآنگجو، گایلین لیانگ‌جیانگ، لانگ‌دونگ‌بائو گوئی‌یانگ، هایکو میلان، هانگجو ژیاشان، هاربین تایپینگ، لیجیانگ سانی، نانینگ ووژو، سانیا فونیکس، شانگهای پودنگ، جییانگوشان، شنینگ تخین، شنژن بن، ووسو تائی‌یوان، اورومچی دیووپو، ووهان تیانهه، شی‌آن شیان‌یانگ، شیشوانگبانا گاسا، ایوو، ژنگژو سین‌ژنگ، زوهای سانزاهو | Domestic      |
| هواپیمایی جنوبی چین اجرا توسط چونگ‌کینگ ایرلاینز | چنگچینگ ییانگبی | Domestic      |
| چاینا یونایتد ایرلاینز                          | پکن نانیوان، فوشان شادی | Domestic      |
| Donghai Airlines                                | شنژن بن | Domestic      |
| Fuzhou Airlines                                 | فوژو چنگل | Domestic      |
| گارودا ایندونزیا                                | چارتر فصلی: انگوراه رای | International |
| هاینان ایرلاینز                                 | پکن، هایکو میلان، شنژن بن، شی‌آن شیان‌یانگ | Domestic      |
| هبئی ایرلاینز                                   | شیاژونگ ژنگدینگ | Domestic      |
| هنگ کنگ اکسپرس                                  | هنگ کنگ | International |
| Hongtu Airlines                                 | چانگچون لونگییا، هفئی ژینگیاو، لینی شابولینگ، شنینگ تخین، ووسو تائی‌یوان، ژنگژو سین‌ژنگ | Domestic      |
| Jetstar Pacific                                 | چارتر فصلی: فو کوئوک |               |
| جونیائو ایرلاینز                                | بیجی، نانجینگ لوکو، شانگهای هونگچیائو، Zhangjiajie | Domestic      |
| کورین ایر                                       | اینچئون | International |
| Kunming Airlines                                | چانگچون لونگییا، چانگشا هوانگهوا، چانگجو بنیو، چنگدو شوانگلیو، چنگچینگ ییانگبی، فوژو چنگل، بایون گوآنگجو، لانگ‌دونگ‌بائو گوئی‌یانگ، هانگجو ژیاشان، هاربین تایپینگ، جینان یاکیانگ، لیجیانگ سانی، لینکانگ، دیهونگ مانگشی، نانجینگ لوکو، نانینگ ووژو، کینگدائو لیوتینگ، شنژن بن، ووسو تائی‌یوان، تایژو لوکیائو، تنگچونگ توفنگ، ووهان تیانهه، زیامن گائوچی، شی‌آن شیان‌یانگ، شیشوانگبانا گاسا، یانگژو تایژو، یینچوان هیدونگ، ایوو، ژنگژو سین‌ژنگ | Domestic      |
| Kunming Airlines                                | پوکت | International |
| Lao Airlines                                    | واتایی | International |
| Loong Air                                       | هانگجو ژیاشان | Domestic      |
| Lucky Air                                       | بائوتو ارلیبان، پکن، چنگدو شوانگلیو، چنگچینگ ییانگبی، دالی، دالیان ژووشویزی، داتنگ بییازاو، دکن شنگریلا، فوژو چنگل، گانژو هوانگژین، گایلین لیانگ‌جیانگ، لانگ‌دونگ‌بائو گوئی‌یانگ، هایکو میلان، هانگجو ژیاشان، هفئی ژینگیاو، هوهوت بایتا، هوای‌ان لیانشوی، جینان یاکیانگ، لانجو ژنگچوان، لیجیانگ سانی، دیهونگ مانگشی، نانچانگ چانگبی، نانجینگ لوکو، نانینگ ووژو، نینگبو لیشه، Pu'er، کینگدائو لیوتینگ، سانیا فونیکس، شانگهای هونگچیائو، شانگهای پودنگ، جییانگوشان، شنژن بن، ووسو تائی‌یوان، تنگچونگ توفنگ، تیانجین بینهای، اورومچی دیووپو، ونچو یونگچیانگ، ووهان تیانهه، زیامن گائوچی، شی‌آن شیان‌یانگ، شیشوانگبانا گاسا، سوژو گئوانئین، ییچانگ سانگسیا، ییچون مینگویشان، ژنگژو سین‌ژنگ، زوهای سانزاهو | Domestic      |
| Lucky Air                                       | برونئی، سووارنابومی,انگوراه رای,سوئکارنو-هتا، کوالالامپور، دوموده‌دوو،پوکت، فو کوئوک، ساموی فصلی: مکتان-کبو, نینوی آکوئینو | International |
| اوکی ایرویز                                     | چانگشا هوانگهوا، هفئی ژینگیاو، تیانجین بینهای، Yulin | Domestic      |
| رویلی ایرلاینز                                  | بیهای فوچنگ، چنگدو شوانگلیو، هوهوت بایتا، دیهونگ مانگشی، نانچانگ چانگبی، نانینگ ووژو، ووسو تائی‌یوان، ونچو یونگچیانگ، شی‌آن شیان‌یانگ | Domestic      |
| شاندونگ ایرلاینز                                | چنگچینگ ییانگبی، جینان یاکیانگ، نانجینگ لوکو، کینگدائو لیوتینگ، زیامن گائوچی، یانتای چائوشوی | Domestic      |
| شاندونگ ایرلاینز                                | سووارنابومی، ایندیرا گاندی | International |
| شنژن ایرلاینز                                   | بایون گوآنگجو، نانچانگ چانگبی، نانجینگ لوکو، کوانژو جینجیانگ، شنینگ تخین، شنژن بن، ووسو تائی‌یوان، ووهان تیانهه، سانن شوفانگ، ژنگژو سین‌ژنگ | Domestic      |
| سیچوان ایرلاینز                                 | پکن، چانگچون لونگییا، چانگشا هوانگهوا، چنگدو شوانگلیو، چنگچینگ ییانگبی، دالیان ژووشویزی، لانگ‌دونگ‌بائو گوئی‌یانگ، هاربین تایپینگ، هوهوت بایتا، جینان یاکیانگ، کانگدینگ، لانجو ژنگچوان، دیهونگ مانگشی، نانچانگ چانگبی، نانجینگ لوکو، نینگبو لیشه، کینگدائو لیوتینگ، شنینگ تخین، شیاژونگ ژنگدینگ، اورومچی دیووپو، وانچو ووچیاو، ونچو یونگچیانگ، زیامن گائوچی، شی‌آن شیان‌یانگ، سینینگ کائوجیابو، شیشوانگبانا گاسا، سوژو گئوانئین، ییچانگ سانگسیا، یینچوان هیدونگ، ژنگژو سین‌ژنگ | Domestic      |
| سیچوان ایرلاینز                                 | تائویوان تایوان، واتایی | International |
| سیلک‌ایر                                         | چانگی سنگاپور | International |
| سریلانکان ایرلاینز                              | باندرانیکی | International |
| اسپرینگ ایرلاینز                                | Changde، ژی‌جیانگ، Mianyang، کیانجیانگ وولینشان، شانگهای هونگچیائو، شانگهای پودنگ، شنینگ تخین، شیاژونگ ژنگدینگ، زونی زینزهو | Domestic      |
| تای ایرآسیا                                     | دن موئنگ | International |
| تای ایرویز اینترنشنال                           | سووارنابومی، چیانگ مای | International |
| تیانجین ایرلاینز                                | تیانجین بینهای، شی‌آن شیان‌یانگ | Domestic      |
| Uni Air                                         | گاوشیونگ | International |
| ویتنام ایرلاینز                                 | چارتر: فو کوئوک |               |
| وست ایر                                         | چنگچینگ ییانگبی، شیشوانگبانا گاسا | Domestic      |
| ژیامن ایرلاینز                                  | فوژو چنگل، هانگجو ژیاشان، کوانژو جینجیانگ، ووهان تیانهه، زیامن گائوچی | Domestic      |